# Ruth Kipoyi
Ruth Kipoyi, née le 15 octobre 1997 à Kinshasa en République démocratique du Congo, est une footballeuse internationale congolaise évoluant au poste d'attaquante au sein du club saoudien de Premier League féminine saoudienne d'Al-Nassr.

## Biographie
Le 15 juillet 2021, Kipoyi a signé avec le club tanzanien de football féminin Simba Queens. Elle a représenté l'équipe lors des éliminatoires de la Ligue des champions féminine de la CAF 2021 (zone CECAFA). Le club a terminé à la troisième place et n’a pas réussi à se qualifier pour la phase finale inaugurale de la ligue des champions féminine de la CAF.

### ALG Sport
En décembre 2021, elle s’est installée en Turquie et a rejoint le club ALG Spor basé à Gaziantep  pour disputer la saison 2021-2022 de la Super League féminine de Turkcell. Le 9 mars 2022, elle a inscrit son premier triplé professionnel, marquant trois buts lors d’une victoire 7-0 en championnat contre Dudullu Spor. Elle a ensuite contribué à la conquête du titre de championne de la Super League féminine 2021-2022 avec son équipe. Le 18 août 2022, elle a fait ses débuts en Ligue des champions féminine de l'UEFA pour la saison 2022-2023.

### Galatasaray
Le 4 août 2023, elle a signé un contrat d'une année avec le club turc Galatasaray.

## Carrière internationale
Kipoyi a été appelée en sélection senior de la République démocratique du Congo lors du troisième tour du Tournoi de qualification olympique féminin de la CAF 2020. Elle a été convoquée pour les matchs de qualification à la Coupe d'Afrique des Nations féminine de la CAF 2022 contre la Guinée équatoriale. Toutefois, l'équipe a dû se retirer de la compétition en raison de difficultés logistiques et financières.

## Palmarès
- Super Ligue turque de football féminin
  - Champion : ALG Sport 2021-22